# Ketekalles
Ketekalles és un grup musical creat a Barcelona l'any 2016 per quatre dones. La banda neix amb la idea de reivindicar el paper de la dona als escenaris a través de la música amb la fusió de diversos gèneres, com el soul i el hip-hop. Està format per la vocalista Sombra Alor, la guitarrista Ana Toledo, la baixista Nadia Lago Sáez i la bateria Cami López.

## Trajectòria
Van crear el grup al 2016 sense expectatives ni una gran activitat a les xarxes socials i van començar a fer temes que les identifiquen i concerts a espais socials. En un primer moment el grup estava format per Sombra Alor, que també va ser co-creadora i va formar part fins al 2019 del grup musical Tribade, i Ana Toledo, que és tècnica de so professional. Ambdues són compositores dels temes del grup i el van iniciar juntament amb una baixista i percussionista. Posteriorment es van integrar al grup la bateria i percussionista autodidacta Cami López i la baixista i també compositora Nadia Lago Sáez.
Després del seu primer àlbum al 2016 anomenat "Hurgar y sacar" han publicat els seus 2 últims àlbums en els últims 2 anys. En el seu single publicat en 2022 anomenat "Pa' Mi", que també dona nom a la seva gira d'aquest mateix any, han comptat amb la col·laboració de la cantant xilena Pascuala Ilabaca. Amb aquest tema també pretenien "obrir fronteres" i expandir la seva proposta més enllà de la península, actuant també a altres països com Àustria. Han publicat diversos videoclips en plataformes digitals, entre els quals destaca el del tema "L'Amor", que compta amb més de 2 milions de reproduccions. A més, també estan en el cartell de diversos festivals, com el BioRitme que té lloc a l'agost a Catalunya i en el qual han participat en més d'una edició.

## Contingut i lletres
Les seves cançons fusionen tots els estils urbà com a rumba, funk, hip hop, soul, rock, pop o fins i tot trap. A més, són un viatge introspectiu en el qual el personal es torna polític, amb unes lletres amb un marcat enfocament feminista i reivindicatiu en favor de la igualtat, tant sobre els escenaris com en la societat.

## Membres
Al 2022:
- Sombra Alor
- Ana Toledo
- Nadia Lago Sáez
- Cami López

Al 2025:
• Ana Toledo
• Nadia Lago Sáez
• Mar Castells 
• Andrea Isabelina
• Cami López

## Discografia

### Senzill
- Pa' Mi (2022)[3]

### Àlbums
- "Hurgar y Sacar" (2016)[8]
- "Remendar el caos" (2020)[2]
- "El Pacto" (2021)[3]

## Reconeixements
Al 2020 van guanyar la beca de producció de directes del programa de suport a la creació de Cases de la música catalana.